# Vegard Breen
Pour les articles homonymes, voir Breen.
Vegard Breen (né le 8 février 1990 à Eidsvoll) est un coureur cycliste norvégien, professionnel entre 2014 et 2016. 

## Biographie
Vegard Breen naît le 8 février 1990 à Eidsvoll en Norvège
Il est recruté par l'équipe Joker Bianchi en 2010, qui devient Joker Merida l'année suivante. Vegard Breen y reste jusque fin 2013.
Il entre en 2014 dans l'équipe Lotto-Belisol. À la fin cette saison, le contrat qui le lie à son employeur est prolongé pour l'année suivante. Il signe le 17 novembre dans la formation Fortuneo-Vital Concept. 
En 2017, non conservé par Fortuneo, il retourne au sein de l'équipe Joker Byggtorget. Le 24 août 2017, faute de motivation, il annonce mettre un terme à sa carrière de coureur à l'issue de la saison. Il envisage de rester dans le monde du cyclisme pour devenir directeur sportif.

## Palmarès et résultats

### Palmarès par année
- 2008
  -  Champion de Norvège du contre-la-montre juniors
  - 2e du Trofeo Karlsberg
  - 2e du championnat de Norvège du contre-la-montre par équipes juniors
  -  Médaillé d'argent au championnat d'Europe du contre-la-montre juniors
- 2011
  - Eidsvollrittet
- 2012
  - Côte picarde
- 2013
  - Classement général de la Ronde de l'Oise
  - 3e étape du Circuit des Ardennes international (contre-la-montre par équipes)
  - 3e du Tour du Loir-et-Cher

### Résultats sur les grands tours

#### Tour de France
1 participation
- 2016 : 167e

#### Tour d'Espagne
1 participation
- 2014 : 129e

### Classements mondiaux
| Année           | 2012 | 2013 | 2014 | 2015 | 2016 |
| --------------- | ---- | ---- | ---- | ---- | ---- |
| UCI World Tour  |      |      | nc   | nc   |      |
| UCI Europe Tour | 263e | 180e |      |      | 962e |